# Municipio de Johnson (condado de Crawford)
El municipio de Jennings (en inglés: Jennings Township) es un municipio ubicado en el condado de Crawford en el estado estadounidense de Indiana. En el año 2010 tenía una población de 1436 habitantes y una densidad poblacional de 12,29 personas por km².

## Geografía
El municipio de Jennings se encuentra ubicado en las coordenadas 38°14′11″N 86°21′13″O / 38.23639, -86.35361. Según la Oficina del Censo de los Estados Unidos, el municipio tiene una superficie total de 116.85 km², de la cual 116.34 km² corresponden a tierra firme y (0.44%) 0.51 km² es agua.

## Demografía
Según el censo de 2010, había 1436 personas residiendo en el municipio de Jennings. La densidad de población era de 12,29 hab./km². De los 1436 habitantes, el municipio de Jennings estaba compuesto por el 96.38% blancos, el 0.49% eran afroamericanos, el 0.49% eran amerindios, el 0.21% eran asiáticos, el 0.28% eran isleños del Pacífico, el 1.53% eran de otras razas y el 0.63% pertenecían a dos o más razas. Del total de la población el 2.72% eran hispanos o latinos de cualquier raza.